# Dezernat für Terrorbekämpfung der türkischen Polizei
Das Dezernat für Terrorbekämpfung der türkischen Polizei ist die Antiterroreinheit der türkischen Polizei. Seine Aufgabe besteht laut Selbstbeschreibung darin, die Sicherheit des Staates, die öffentliche Ordnung und die Sicherheit und das Wohlbefinden der Bevölkerung gegen terroristische Aktivitäten zu schützen. Terrororganisationen, ihre Mitglieder und Helfershelfer sollen ermittelt, gefasst und vor Gericht gestellt werden. Die Antiterroreinheit ist ein eigenständiges Dezernat. Die amtliche Bezeichnung lautet Terörle Mücadele Dairesi Başkanlığı („Dezernat für Terrorbekämpfung“).

## Geschichte
Der Ursprung der Antiterroreinheit bei der türkischen Polizei geht auf das Jahr 1924 zurück. Hier wurde die 1. Şube oder Birinci Şube (1. Abteilung) gegründet, die dem stellvertretenden Direktor für allgemeine Sicherheit (türkisch Emniyet Umumiye Müdür Muavini) unterstellt war. Im Jahre 1937 wurde die erste Abteilung in „Vorsitz der ersten Abteilung“ (tr: Birinci Daire Reisliği) umbenannt. Mit dem Artikel 9 des Gesetzes 3201 zur Sicherheitsorganisation wurde das Dezernat für Sicherheit mit seiner ersten Abteilung als Einheit beschrieben, die Dienste der politischen Polizei verrichtet. Gleichzeitig wurde die Bezeichnung Yıkıcı Faaliyetler Şubesi („Abteilung für destruktive Aktivitäten“) eingeführt.
Bis 1986 war die politische Polizei als erste Abteilung bekannt. Auf einen ministeriellen Beschluss wurde am 26. August 1986 die „Abteilung für destruktive Aktivitäten“ aus dem Dezernat für Sicherheit ausgelagert und bekam als Dezernat für den Kampf gegen Terrorismus (türkisch Terörle Mücadele Dairesi Başkanlığı) seinen heutigen Namen. Neben dem in der obersten Polizeibehörde existierenden Dezernat für die Bekämpfung des Terrorismus gibt es in den Provinzhauptstädten und einige Kreisen auch Abteilungen zum Kampf gegen Terrorismus. Sie wurden am 5. November 2001 neu geordnet.

## Folter im Kampf gegen Terrorismus
Von Beginn an hat es immer wieder heftige Vorwürfe gegen Beamte aus den Abteilungen zur Bekämpfung des Terrorismus gegeben. Unter Berufung auf eine Stellungnahme von amnesty international berichtete Pro Asyl 1999: „Rückkehrer wurden nach der routinemäßigen Eingangskontrolle am Flughafen zunächst freigelassen. Später wurden sie jedoch erneut festgenommen und zu Verhören zur Anti-Terror-Abteilung gebracht. Im Zuge dieser Verhöre kann es mit hoher Wahrscheinlichkeit zur Anwendung von Folter und Mißhandlungen kommen … Hasan Kutgan wurde auch durch die Istanbuler Anti-Terror-Einheit gefoltert.“ Im Falle des deutschen Staatsbürgers Mehmet Desde wurden Beamte der Anti-Terror-Abteilung im Polizeipräsidium Izmir wegen Folter angeklagt, später jedoch freigesprochen. In der Beschwerde vor dem Europäischen Gerichtshof für Menschenrechte wurde Mehmet Desde bescheinigt, dass das Folterverbot in prozessualer Hinsicht verletzt worden sei.
Noch im Jahr 2006 schrieb die Menschenrechtsorganisation Human Rights Watch: „Über Jahrzehnte war Folter durch die Polizei in der Türkei weit verbreitet – vor allem in den türkischen Antiterror-Einheiten. Folter mit Todesfolge fand Mitte der 90er Jahre ihren Höhepunkt. Sexuelle Übergriffe auf männliche, weibliche und jugendliche Häftlinge waren an der Tagesordnung, der Zugang zu den Verhörräumen für Zivilisten war undenkbar.“